# Islote Patos
Islote Patos är en ö i Mexiko. Den ligger i Californiaviken och hör till delstaten Sonora, i den nordvästra delen av landet. Isla Patos ligger strax norr den betydligt större ön Tiburón.